# Chuniophoenix
Chuniophoenix, rod je od tri vrste azijskih palmi iz Vijetnama i otoka Hainana.

## Opis
Rod Chuniophoenix sastoji se od tri vrste malih grozdastih lepezastih palmi rasprostranjenih iz Vijetnama, južne Kine i otoka Hainan, gdje se nalaze u šipražju zimzelenih monsunskih šuma.
Botanički, Chuniophoenix pripada podplemenu Coryphinae. Njihovi rođaci su Corypha i Nannorrhops.
Chuniophoenix su prilično male palme s otvorenim krošnjama na vrhu tankih, prstenastih stabljika u grozdovima. Izvanredna karakteristika po kojoj se mogu razlikovati od ostalih lepezastih palmi je njihov potpuni nedostatak hastule (komad biljnog materijala na spoju peteljke i plojke lista).
Ove biljke su uglavnom hermafroditi - svaki cvijet nosi ženske i muške karakteristike. Cvatovi se pojavljuju među lišćem i stvaraju količine malih, uglavnom jednosjemenitih zelenih do žutih plodova promjera 1-2 cm, koji postaju grimizni kad sazriju.
Postoje tri vrste Chuniophoenixa: C. nana i C. humilis su male palme, koje podsjećaju na Rhapisa i rijetko su više od 1,5 metara. Chuniophoenix hainanensis, najimpresivniji član roda, formira prilično velike skupine vitkih stabljika, oko 5-7 cm u promjeru, koje dosežu 3 metra visine i na vrhu su široke, raširene krošnje.
Ove ljupke i atraktivne palme mogu biti izvrsni ukrasi, a gotovo su nepoznate u uzgoju.
Sjeme ili čak biljke, vrlo rijetko se uvoze u zapadni svijet a sve tri vrste pokazuju priličnu prilagodljivost u uzgoju u zatvorenom ili otvorenom prostoru.
Chuniophoenix preferira sezonsku klimu s vrućim, vrlo vlažnim ljetima i hladnim do blagim, prilično suhim zimama. Idealne ljetne temperature bile bi između 23-28°C. Zimske temperature mogu biti od 13-17°C ili niže. Dok Chuniophoenix nana preferira sjenu ili polusjenu za optimalan rast, Chuniophoenix hainanensis voli više svjetla i može se uzgajati na punom suncu kada odraste. Raste i u sjeni, ali tada postaje pomalo neugledna. Nijedna od njih nije previše zahtjevna za uvjete tla, ali najbolje uspijeva u dobroj ilovastoj humusnoj i dobro dreniranoj mješavini. Zbog svoje umjerene veličine, Chuniophoenix je dobro prilagođen uzgoju u posudama i dobro bi se osjećao u stakleniku. Manje vrste prilično dobro podnose uvjete u zatvorenom prostoru - njihovi su zahtjevi vjerojatno slični zahtjevima Rhapisa. Chuniophoenix hainanensis također bi se mogao pokazati kao lijepa biljka za terasu za toplo i zaštićeno mjesto.
Chuniophoenix se uzgaja u južnoj Floridi i također bi se mogao dobro prilagoditi uzgoju u blažim dijelovima mediteranske regije.
Otpornost na mraz je nepoznata, iako je procijeno da mogu izdržati oko -5°C, kao što pokazuju druge palme u ovom području Kine i Vijetnama. Mraz se tamo javlja vrlo rijetko, ali temperature povremeno padnu do 0°C.

## Vrste
1. Chuniophoenix hainanensis Burret
2. Chuniophoenix nana Burret
3. Chuniophoenix suoitienensis A.J.Hend.

## Sinonimi
Nema.